# Стенокардія
Стенокарді́я (застаріле грудна жаба, лат. angina pectoris) — захворювання, симптомами якого є напади раптового болю (ангінозний біль) у грудях внаслідок гострої недостатності кровопостачання міокарда — клінічна форма ішемічної хвороби серця. Стенокардія — напади болю стискаючого характеру, в ділянці серця і за грудиною, які можуть передаватися в ліву руку, лопатку, шию. В основі стенокардії також лежить гостре порушення живлення серцевого м'яза внаслідок спазму і склерозу його артерій.
Головною відмінною ознакою стабільної стенокардії є стереотипний характер больових нападів. Біль при стабільній класичній формі стенокардії з'являється у зв'язку з фізичними зусиллями, емоційною напругою, чинниками довкілля, хоча іноді й може виникати без якої-небудь очевидної причини (стенокардія спокою). При діагнозуванні стенокардію слід відрізняти від кардіоневрозу.

## Класифікація
- Стенокардія стабільна
  - Напруження
  - Спокою
- Стенокардія нестабільна
  - Така, яка виникла вперше
  - Прогресуюча
  - Рання постінфарктна

### Мікроваскулярна стенокардія
Мікроваскулярна стенокардія, також відома як синдром X серця, характеризується болем у грудях, подібним до стенокардії, за умов нормальних епікардіальних коронарних артерій (найбільших судин на поверхні серця, до значного розгалуження) при ангіографії. Початкове визначення синдрому X серця також вимагало наявності ішемічних змін під час фізичних навантажень (попри нормальні коронарні артерії), що виявляються на тестах навантаження серця. Основна причина мікроваскулярної стенокардії невідома, але до ймовірних факторів належать дисфункція ендотелію та знижений кровотік (можливо, через спазм) у дрібних "резистентних" кровоносних судинах серця. Оскільки мікроваскулярна стенокардія не характеризується значними закупорками артерій, її складніше розпізнати та діагностувати.
Раніше мікроваскулярну стенокардію вважали відносно доброякісним станом, але новіші дані змінили це уявлення. Дослідження, зокрема Women's Ischemia Syndrome Evaluation (WISE), свідчать, що мікроваскулярна стенокардія є частиною патофізіології ішемічної хвороби серця, що може пояснювати вищі показники стенокардії у жінок порівняно з чоловіками, а також їхню схильність до ішемії та гострих коронарних синдромів за відсутності обструктивної хвороби коронарних артерій.

## Етіологія і патогенез
Чинники, які сприяють виникненню стенокардії, ті ж, що і для інших форм ішемічної хвороби серця.
Найчастіша причина розвитку стенокардії — атеросклероз коронарних артерій. Значно рідше стенокардія виникає при інфекційних та інфекційно-алергічних ураженнях.
Провокують напади стенокардії емоційна і фізична напруга.

## Патологічна анатомія
Інколи в людей, які померли від нападу стенокардії, не знаходять ніяких органічних змін, але частіше, у 85-90 % випадків, виявляють ознаки атеросклерозу коронарних артерій різної виражености.

## Перебіг і результат
Хвороба перебігає хронічно. Напад болю продовжується 15-20 хвилин. Іноді може тривати довше. Якщо біль не зникає протягом 20 хвилин, то вже можна підозрювати розвиток гострого інфаркту міокарду. У хворих, які тривалий час страждають стенокардією, розвивається кардіосклероз, порушується серцевий ритм, з'являються симптоми недостатності серця.

## Діагностика
Серед різних методів дослідження стенокардії (показники ліпідного обміну, активність АсАТ і АлАТ, креатинкінази, лактатдегідрогенази і їх ізоферментів, коагулограми, глюкози і електролітів крові) варто особливо відзначити діагностичне значення нових маркерів пошкодження міокарду — тропоніна І і тропоніна Т. Це високоспецифічні міокардіальні білки, визначення яких може бути використане для пізньої діагностики інфаркту міокарда, прогнозу при нестабільній стенокардії, виявлення мінімальних пошкоджень міокарда (мікроінфаркту) і виявлення серед хворих ІХС групи підвищеного ризику. УЗД серця.

## Лікування
Лікування полягає в застосуванні судинорозширювальних засобів під час нападів, а також у запобіганні їм. Застосовується і хірургічний метод — шунтування коронарних артерій.

## Профілактика
Запобіганню стенокардії сприяють доцільна організація режиму праці, відпочинку й харчування, систематичні заняття спортом, утримання від постійного вживання алкогольних напоїв та паління. Літнім людям рекомендують обмежувати вживання в їжу продуктів, багатих на жири та холестерин (жовток яєць, вершкове масло, свинина, мозок).

## Епідеміологія
Станом на 2010 рік, стенокардія внаслідок ішемічної хвороби серця вражає приблизно 112 мільйонів людей (1,6% світового населення), трапляється дещо частіше у чоловіків, ніж у жінок (1,7% проти 1,5%).
У Сполучених Штатах, за оцінками, 10,2 мільйона людей відчувають стенокардію, причому щороку виникає приблизно 500 000 нових випадків. Стенокардія частіше є початковим симптомом ішемічної хвороби серця у жінок, ніж у чоловіків. Поширеність стенокардії зростає з віком, із середнім віком початку 62,3 роки. Через п’ять років після початку стенокардії 4,8% осіб померли від ішемічної хвороби серця. Чоловіки зі стенокардією мали підвищений ризик наступного гострого інфаркту міокарда та смерті від ішемічної хвороби серця порівняно з жінками. Подібні показники є в решті країн Західного світу. Усі форми ішемічної хвороби серця значно рідше зустрічаються в Третьому світі, оскільки її фактори ризику набагато поширеніші в західних і західних країнах; тому її можна назвати хворобою достатку.